# Pietro Pasinati
Pietro Pasinati (21. červenec 1910, Terst, Italské království – 15. listopad 2000, Terst, Itálie) byl italský fotbalista i trenér. Nastupoval povětšinou na postu útočníka. Odehrál 281 utkání za klub Triestina (rekord klubu).
Za svůj mateřský klub US Triestina Calcio 1918 začal hrát mezi dospělými již v 17 letech. Hrál na pozici křídelního útočníka, ale hrál i na dalších pozicích i v obraně. Po 11 sezonách byl prodán do Milána, kde strávil jednu sezonu. Poté byl prodán do Novary. Tady se nevedlo celému týmu a sestoupili. Po sezoně se vrátil do mateřského klubu, kde zůstal do sezony 1945/46. Fotbalovou kariéru zakončil již jako hrající trenér v druholigovém celku US Cremonese v roce 1947. Ještě v letech 1948 až 1949 hrál za San Giovanni v nižší lize.
Za italskou reprezentací si prvně zahrál v roce 1936 proti Švýcarsku. Byl povolán na MS 1938 kde se stal mistrem světa. Celkem za národní tým odehrál 11 utkání, v nichž vstřelil 5 gólů.
Za svoji trenérskou kariéru byl největší úspěch vítězství ve 3. lize v sezoně 1958/59 s klubem Catanzaro.
Po trenérské kariéře se až několik měsíců před svou smrtí zcela věnoval rodinné sklárně.

## Hráčská statistika
| Sezóna                 | Klub                   | Liga                   | Liga   | Liga | Ligové poháry | Ligové poháry | Ligové poháry | Kontinentální poháry | Kontinentální poháry | Kontinentální poháry | Celkem | Celkem |
| Sezóna                 | Klub                   | Soutěž                 | Zápasy | Góly | Soutěž        | Zápasy        | Góly          | Soutěž               | Zápasy               | Góly                 | Zápasy | Góly   |
| ---------------------- | ---------------------- | ---------------------- | ------ | ---- | ------------- | ------------- | ------------- | -------------------- | -------------------- | -------------------- | ------ | ------ |
| 1928/29                | Triestina              | 1. divize              | 21     | 8    | -             | 0             | 0             | -                    | 0                    | 0                    | 21     | 8      |
| 1929/30                | Triestina              | Serie A                | 32     | 3    | -             | 0             | 0             | -                    | 0                    | 0                    | 32     | 3      |
| 1930/31                | Triestina              | Serie A                | 28     | 2    | -             | 0             | 0             | -                    | 0                    | 0                    | 28     | 2      |
| 1931/32                | Triestina              | Serie A                | 32     | 1    | -             | 0             | 0             | -                    | 0                    | 0                    | 32     | 1      |
| 1932/33                | Triestina              | Serie A                | 31     | 0    | -             | 0             | 0             | -                    | 0                    | 0                    | 31     | 0      |
| 1933/34                | Triestina              | Serie A                | 32     | 1    | -             | 0             | 0             | -                    | 0                    | 0                    | 32     | 1      |
| 1934/35                | Triestina              | Serie A                | 23     | 1    | -             | 0             | 0             | -                    | 0                    | 0                    | 23     | 1      |
| 1935/36                | Triestina              | Serie A                | 25     | 7    | IP            | 3             | 0             | -                    | 0                    | 0                    | 28     | 7      |
| 1936/37                | Triestina              | Serie A                | 28     | 2    | IP            | 1             | 0             | -                    | 0                    | 0                    | 29     | 2      |
| 1937/38                | Triestina              | Serie A                | 26     | 8    | IP            | ?             | ?             | -                    | 0                    | 0                    | 26+    | 8+     |
| 1938/39                | Triestina              | Serie A                | 22     | 2    | IP            | ?             | ?             | -                    | 0                    | 0                    | 22+    | 2+     |
| 1939/40                | Milán                  | Serie A                | 21     | 3    | IP            | 3             | 1             | -                    | 0                    | 0                    | 24     | 4      |
| 1940/41                | Novara                 | Serie A                | 29     | 6    | IP            | ?             | ?             | -                    | 0                    | 0                    | 29+    | 6+     |
| 1941/42                | Triestina              | Serie A                | 29     | 5    | IP            | 1             | 0             | -                    | 0                    | 0                    | 30     | 5      |
| 1942/43                | Triestina              | Serie A                | 23     | 0    | IP            | 2             | 0             | -                    | 0                    | 0                    | 23     | 0      |
| 1945/46                | Triestina              | 1. divize              | 9      | 0    | -             | 0             | 0             | -                    | 0                    | 0                    | 9      | 0      |
| 1946/47                | Cremonese              | Serie B                | 8      | 0    | -             | 0             | 0             | -                    | 0                    | 0                    | 8      | 0      |
| Celkem v nejvyšší lize | Celkem v nejvyšší lize | Celkem v nejvyšší lize | 410    | 49   | -             | 12+           | 1+            | -                    | 0                    | 0                    | 422+   | 50+    |

## Hráčské úspěchy

### Reprezentační
- 1x na MS (1938 - zlato)
- 1x na MP (1936-1938)